# Psapharochrus chrysopus
Psapharochrus chrysopus är en skalbaggsart som först beskrevs av Bates 1861.  Psapharochrus chrysopus ingår i släktet Psapharochrus och familjen långhorningar. Inga underarter finns listade i Catalogue of Life.